# Cristóbal Saavedra
Cristobal Saavedra-Corvalan (Viña del Mar, 1 de agosto de 1990) é um tenista chileno, profissional desde 2010. Sua melhor classificação de simples é a 284 colocação da ATP. Já nas duplas sua melhor classificação é a 230 colocação da ATP.
No início de outubro de 2014, Cristobal Saavedra-Corvalan e seu compatriota Ricardo Urzua-Rivera ficaram com o vice-campeonato de duplas no Future de Santiago, em quadras de saibro. Cabeças 2 do evento, eles perderam por um duplo 6/1 para a dupla brasileira formada por Fabricio Neis e o José Pereira, principais cabeças de chave.
Sua primeira participação em um torneio da ATP se deu por meio de um Wild Card no Torneio de Santiago, no Chile.